# Europarlamentari del Portogallo della VIII legislatura
Gli europarlamentari del Portogallo della VIII legislatura, eletti in occasione delle elezioni europee del 2014, sono stati i seguenti.

## Composizione storica
| Europarlamentare           | Lista                                                          | Gruppo  |
| -------------------------- | -------------------------------------------------------------- | ------- |
| Francisco Assis            | Partito Socialista                                             | S&D     |
| Carlos Coelho              | Alleanza Portogallo (Partito Social Democratico)               | PPE     |
| José Inácio Faria          | Partito della Terra                                            | ALDE    |
| José Manuel Fernandes      | Alleanza Portogallo (Partito Social Democratico)               | PPE     |
| Elisa Ferreira             | Partito Socialista                                             | S&D     |
| João Ferreira              | Coalizione Democratica Unitaria (Partito Comunista Portoghese) | GUE/NGL |
| Ana Gomes                  | Partito Socialista                                             | S&D     |
| António Marinho e Pinto    | Partito della Terra                                            | ALDE    |
| Marisa Matias              | Blocco di Sinistra                                             | GUE/NGL |
| Nuno Melo                  | Alleanza Portogallo (CDS - Partito Popolare)                   | PPE     |
| Cláudia Monteiro De Aguiar | Alleanza Portogallo (Partito Social Democratico)               | PPE     |
| Paulo Rangel               | Alleanza Portogallo (Partito Social Democratico)               | PPE     |
| Sofia Ribeiro              | Alleanza Portogallo (Partito Social Democratico)               | PPE     |
| Liliana Rodrigues          | Partito Socialista                                             | S&D     |
| Maria João Rodrigues       | Partito Socialista                                             | S&D     |
| Fernando Ruas              | Alleanza Portogallo (Partito Social Democratico)               | PPE     |
| Ricardo Serrão Santos      | Partito Socialista                                             | S&D     |
| Pedro Silva Pereira        | Partito Socialista                                             | S&D     |
| Miguel Viegas              | Coalizione Democratica Unitaria (Partito Comunista Portoghese) | GUE/NGL |
| Carlos Zorrinho            | Partito Socialista                                             | S&D     |
| Inês Cristina Zuber        | Coalizione Democratica Unitaria (Partito Comunista Portoghese) | GUE/NGL |

## Modifiche intervenute

### Partito Socialista
- In data 28.06.2016 a Elisa Ferreira subentra Manuel dos Santos.

### Coalizione Democratica Unitaria
- In data 31.01.2016 a Inês Cristina Zuber subentra João Pimenta Lopes (Partito Comunista Portoghese).